# Arctia olivaceosuffusa
Arctia olivaceosuffusa là một loài bướm đêm thuộc phân họ Arctiinae, họ Erebidae.